# 中野美術館

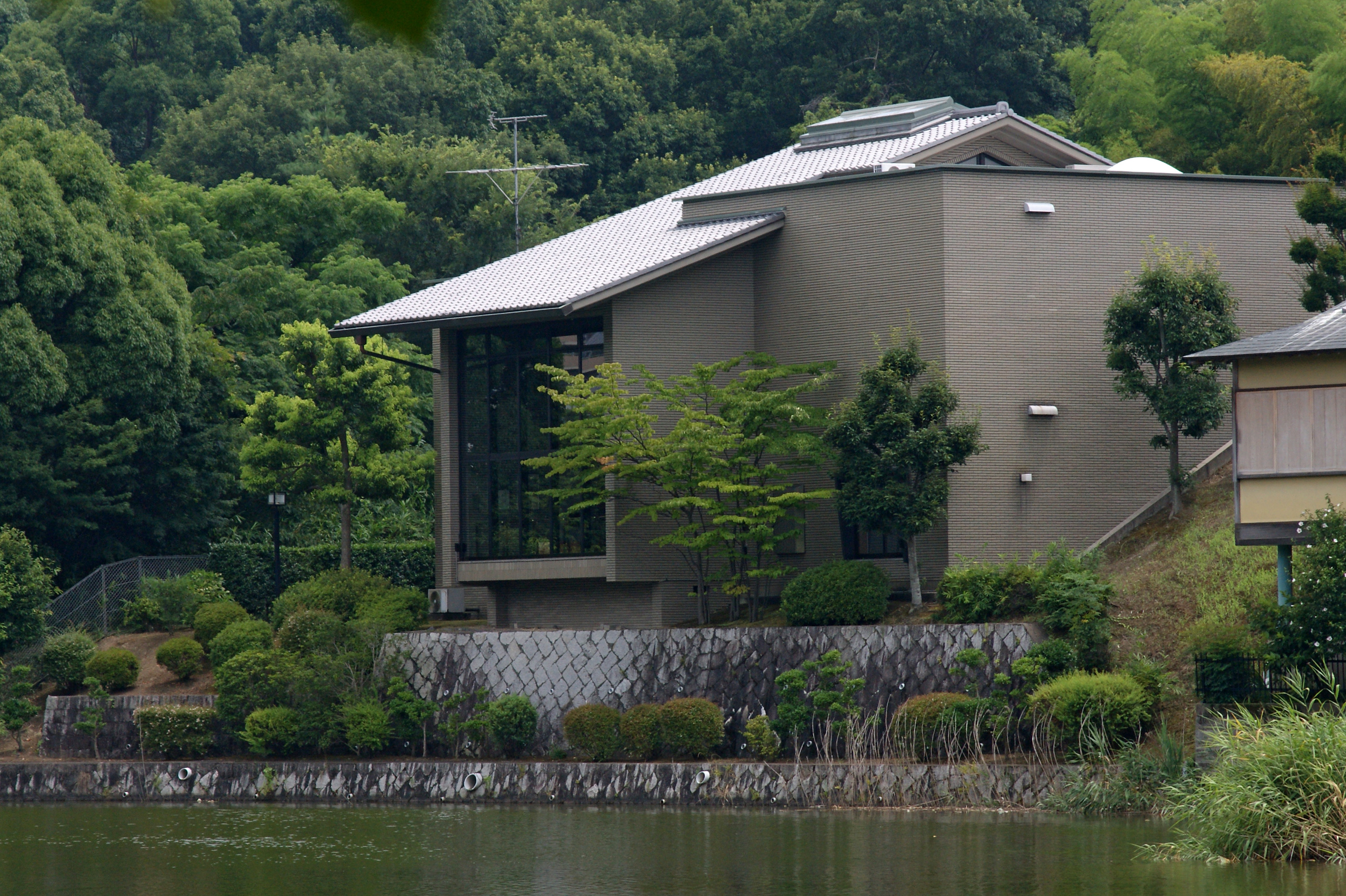

中野美術館（日语：なかのびじゅつかん）是日本奈良縣奈良市的一座奈良縣的登録博物館，開館於1984年，建築設計者是彥谷邦一。博物館由公益財團法人中野美術館運營，公開展示實業家中野皖司收集的日本近代美術作品。

## 外部連結
- 公益財団法人中野美術館 （页面存档备份，存于）